# Ștefan Voitec
Ștefan Voitec (ur. 5 listopada 1900 w Corabia, zm. 4 grudnia 1984 w Bukareszcie) – rumuński socjalista, dziennikarz, działacz Rumuńskiej Partii Komunistycznej. Od 30 grudnia 1947 do 9 stycznia 1948 sprawował tymczasową władzę w Rumuńskiej Republice Ludowej.

## Życiorys
W młodości był członkiem Rumuńskiej Partii Socjalno-Demokratycznej (PSDR), a po roku 1928 członkiem Zjednoczonej Partii Socjalistycznej Constantina Popovici. Szkolił się na nauczyciela, pracował również dla gazety Rumuńskiej Partii Socjalno-Demokratycznej (PSDR) zanim odszedł z polityki na skutek II wojny światowej oraz dyktatorskiej władzy premiera Rumunii Iona Antonescu.